# Chascomús Country Club
Chascomús Country Club (o Golf Chascomús Country Club) es un barrio cerrado ubicado en la Ciudad de Chascomús, Partido de Chascomús, provincia de Buenos Aires, Argentina. Se encuentra en el acceso Norte de la ciudad, a la altura de la intersección de la Autovía 2 con la Ruta Provincial 20, a 4 km del centro de Chascomús.
La urbanización fue creada en 1978, y consta de un total de 60 hectáreas, con 590 lotes de 400 m². Se destaca por tener una cancha de golf de 9 hoyos y buena infraestructura social y deportiva, entre las que se encuentran 6 canchas de tenis, 1 de pádel y 3 de fútbol.
 Frente al acceso al barrio está prevista la construcción de una rotonda.
El GCCC consta de una cancha de golf  de 18 hoyos, 6 canchas de tenis, 2 canchas de futbol, una iluminada, una cancha de paddle iluminada, un SUM (superficie de usos múltiples) para actividades como básquet /patinaje/ futbol menores,  una pileta de 25 m por 12 y otra pileta para niños, dispone de vestuarios para Damas y Caballeros que asisten a las distintas disciplinas.
El club house “Hoyo 19” dispone de un restaurante y confitería abierto todo el año, cuyas cómodas instalaciones permiten atender un importante número de comensales.- Tanto desde el interior del salón como de su terraza al aire libre, se accede  a una vista única del espectacular  par 4 del hoyo 9  que garantizan el disfrute de un momento agradable. Adicionalmente cuenta con la “Casa Vieja” un segundo club house a disposición de los socios para organizar eventos y fiestas totalmente equipado, cuya instalación brinda todo lo necesario, tanto para la realización de eventos sociales como lo requerido para el relax y la lectura en su salón Biblioteca. Como parte de su infraestructura cabe señalar que cuenta con todos los servicios, red de luz subterránea, red de cloacas funcionando y la red de agua ya desarrollada. 
El GCCC está dentro de la figura de consorcio de propietarios y dentro de las expensas se encuentran incluidos la utilización de todas las actividades deportivas sin cuotas adicionales.